# 靳详 (元朝)
靳祥（?—?），潞州人，后徙居大名府，金朝至元朝政治人物。

## 生平
靳祥以陵川郝温为师，兼善观星通晓历法。金末兵乱，与母亲走失，母亲悲泣而眼盲，靳祥找到她，舐舔其目，据说百日复明，人们称道其孝。元朝初年，刘敏在燕京行省征辟靳祥于幕府，佩以金符。当时藩帅可以擅杀，无辜者多靠靳祥以得免。去世后赠集贤大学士，谥安靖。

## 家族
父靳璇为儒生。
其子靳德进。